# 臨ク県
臨朐県（りんく-けん）は、中華人民共和国山東省濰坊市に位置する県。山東省中部の魯中丘陵の北部にある。
漢代に建置された。中国五大鎮山の一つ沂山がある。

## 行政区画
- 街道：城関街道、東城街道、冶源街道、辛寨街道
- 鎮：五井鎮、寺頭鎮、九山鎮、山旺鎮、柳山鎮、蔣峪鎮